# جورج هنتر
جورج هنتر (بالإنجليزية: George Hunter)‏ (و. 1886 – 1934 م) هو لاعب كرة قدم، من إنجلترا، ولد في بيشاور، يلعب كلاعب وسط، توفي في لندن، عن عمر يناهز 48 عاماً.

## الخدمة العسكرية
خدم في الجيش البريطاني.